# Fétichisme des ballons
 (décembre 2015).

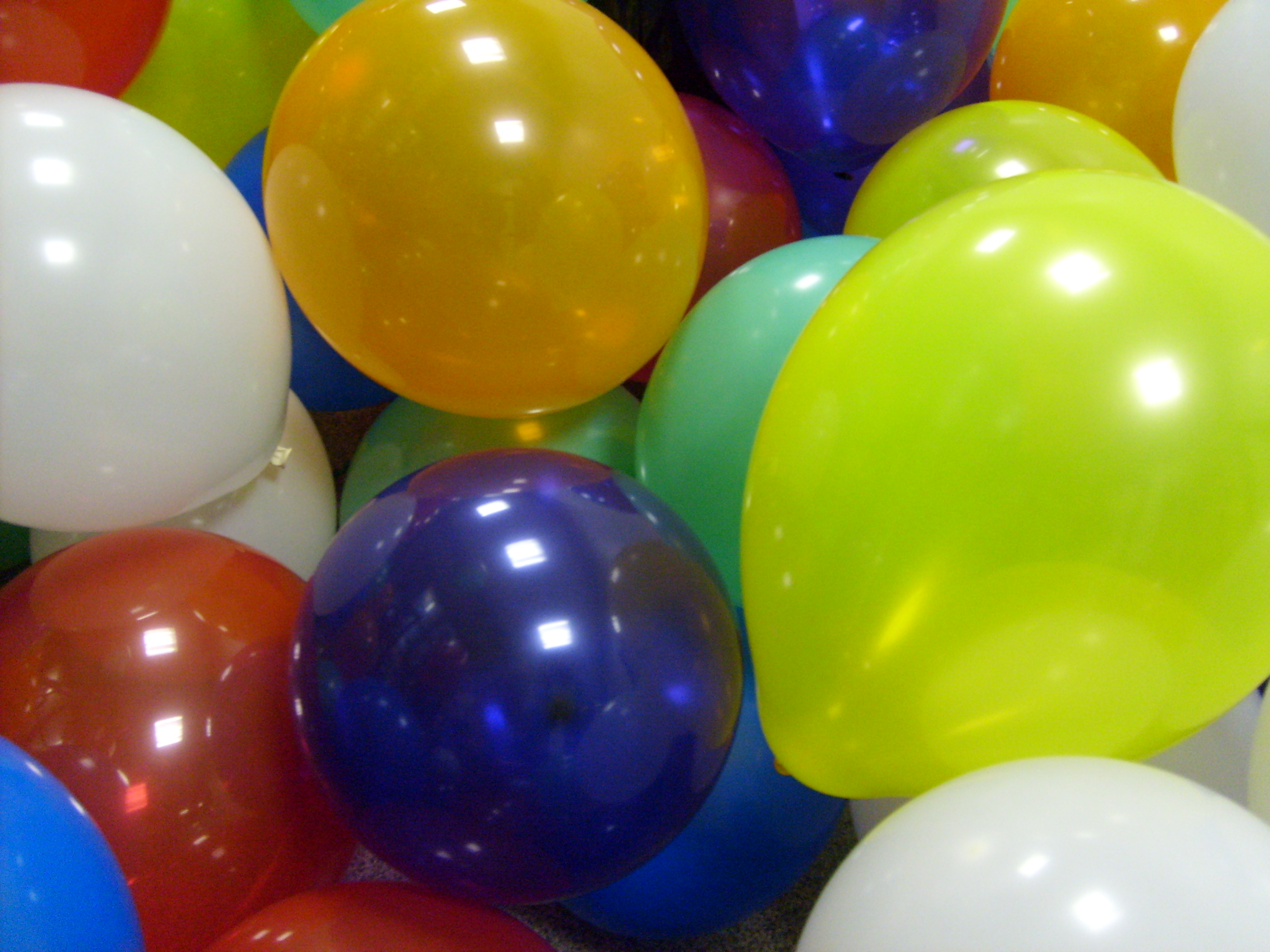
Des ballons.

Le fétichisme des ballons est une fascination pour des ballons et ce qui s’y rapporte procurant une excitation ou une stimulation sexuelle. Les individus concernés sont nommés « looners », (diminutif de « balloon », mais également un jeu de mots avec « loon », fou en anglais). Ils peuvent être spécifiquement attirés par le gonflage (réalisé ou non par un autre partenaire), l'éclatement ou le contact avec des ballons,.
Le fétichisme des ballons apparaît avec l'invention des ballons gonflables en latex (arrivés aux États-Unis dans les années 1930) et les ballons en polyester (sur le marché américain dans les années 1970). En 1976, la première organisation de fétichistes des ballons est créée. Dans les années 2010, plusieurs centaines de sites internet sont dédiés à ce fétichisme.